# Station Landau (Isar)
Station Landau (Isar) is een spoorwegstation in de Duitse plaats Landau an der Isar. Het station werd in 1875 geopend.